# Alte Mühle (Biberach)

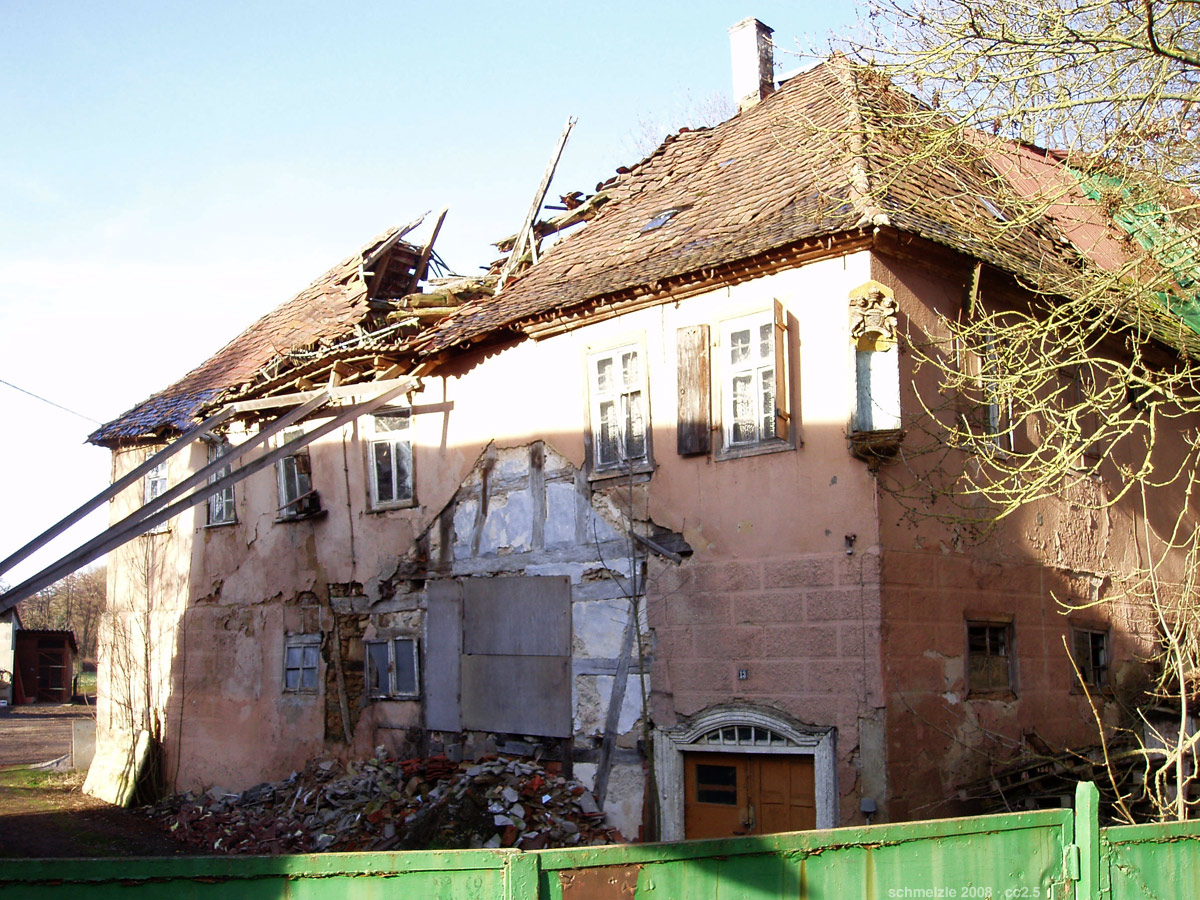
Alte Mühle in Heilbronn-Biberach, Ansicht Januar 2008

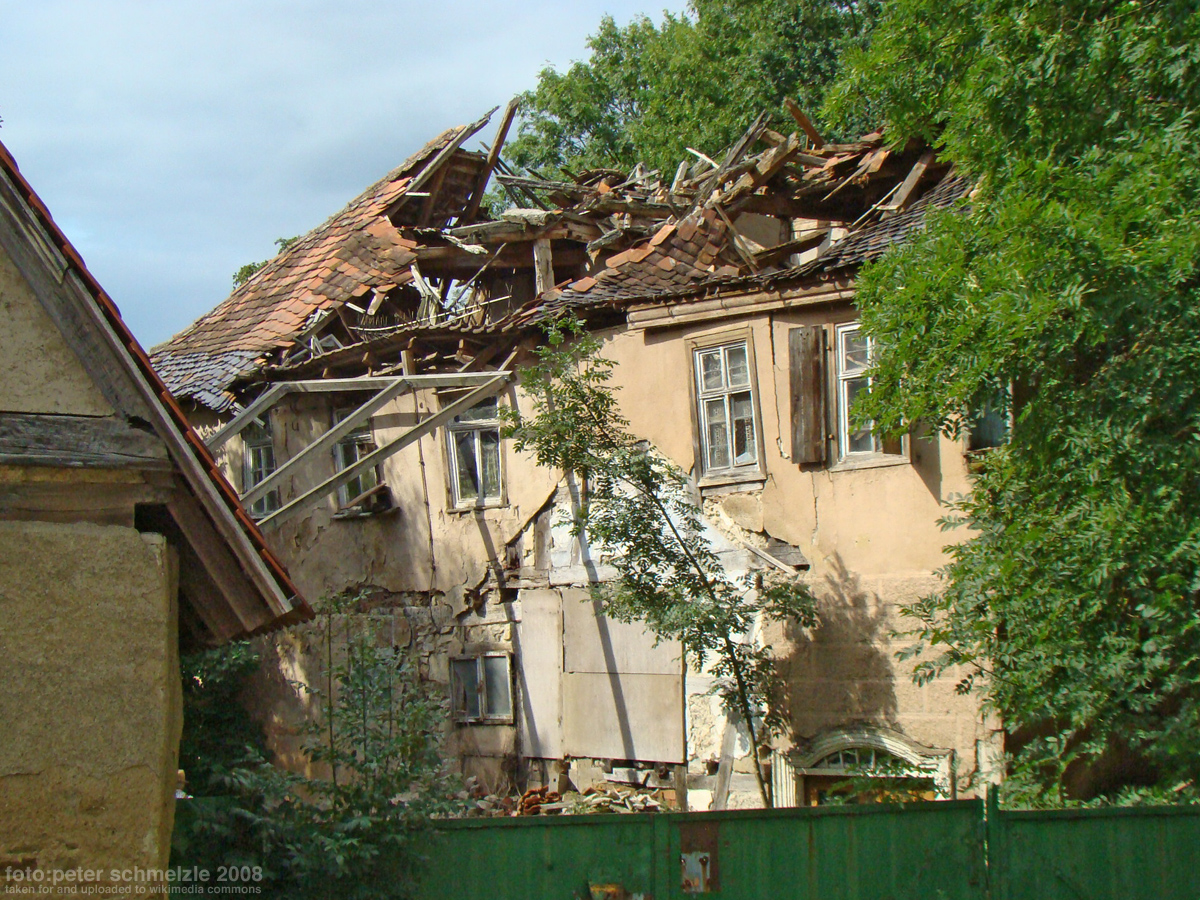
Ansicht August 2008

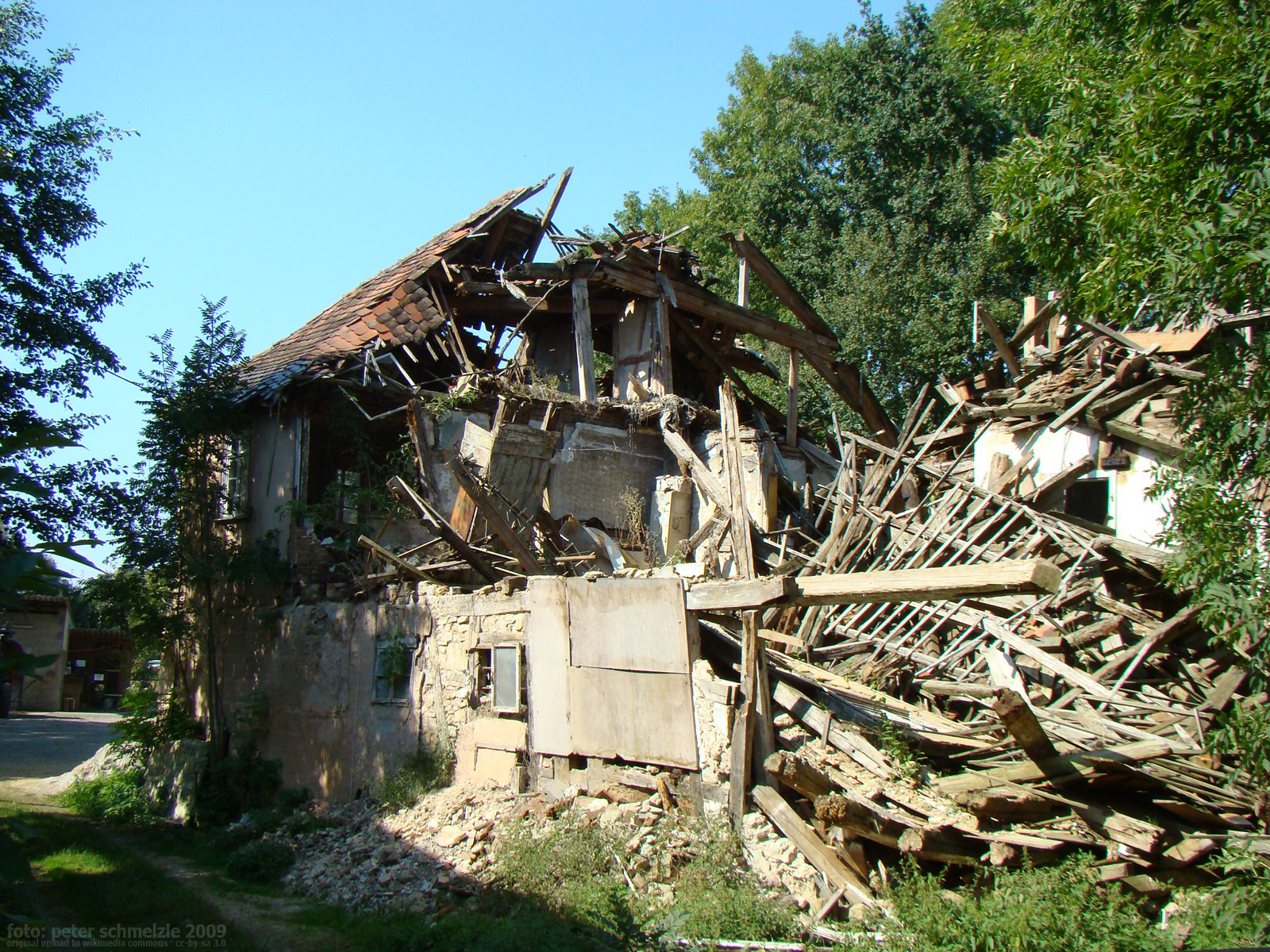
Ansicht September 2009

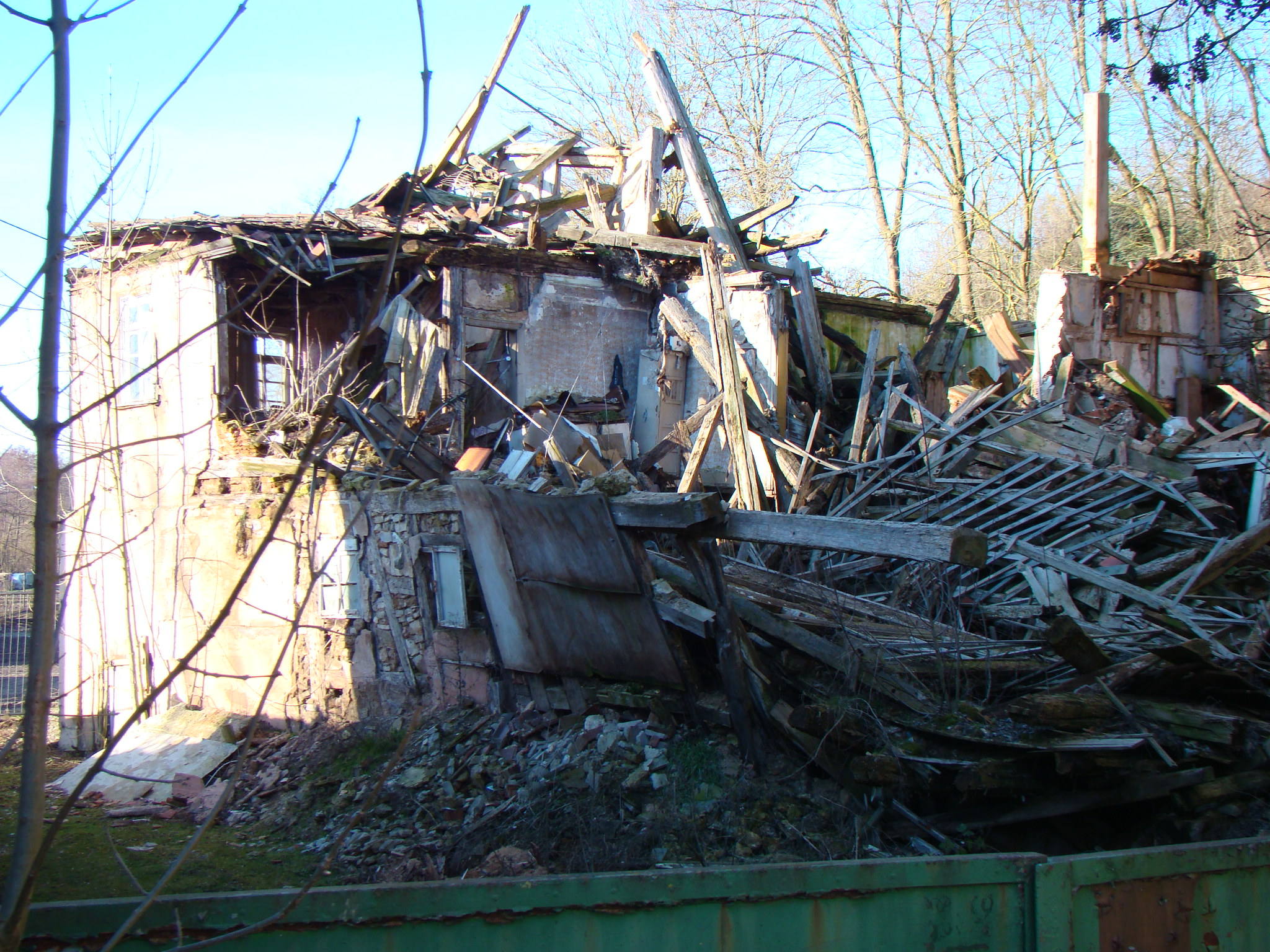
Ansicht Februar 2011

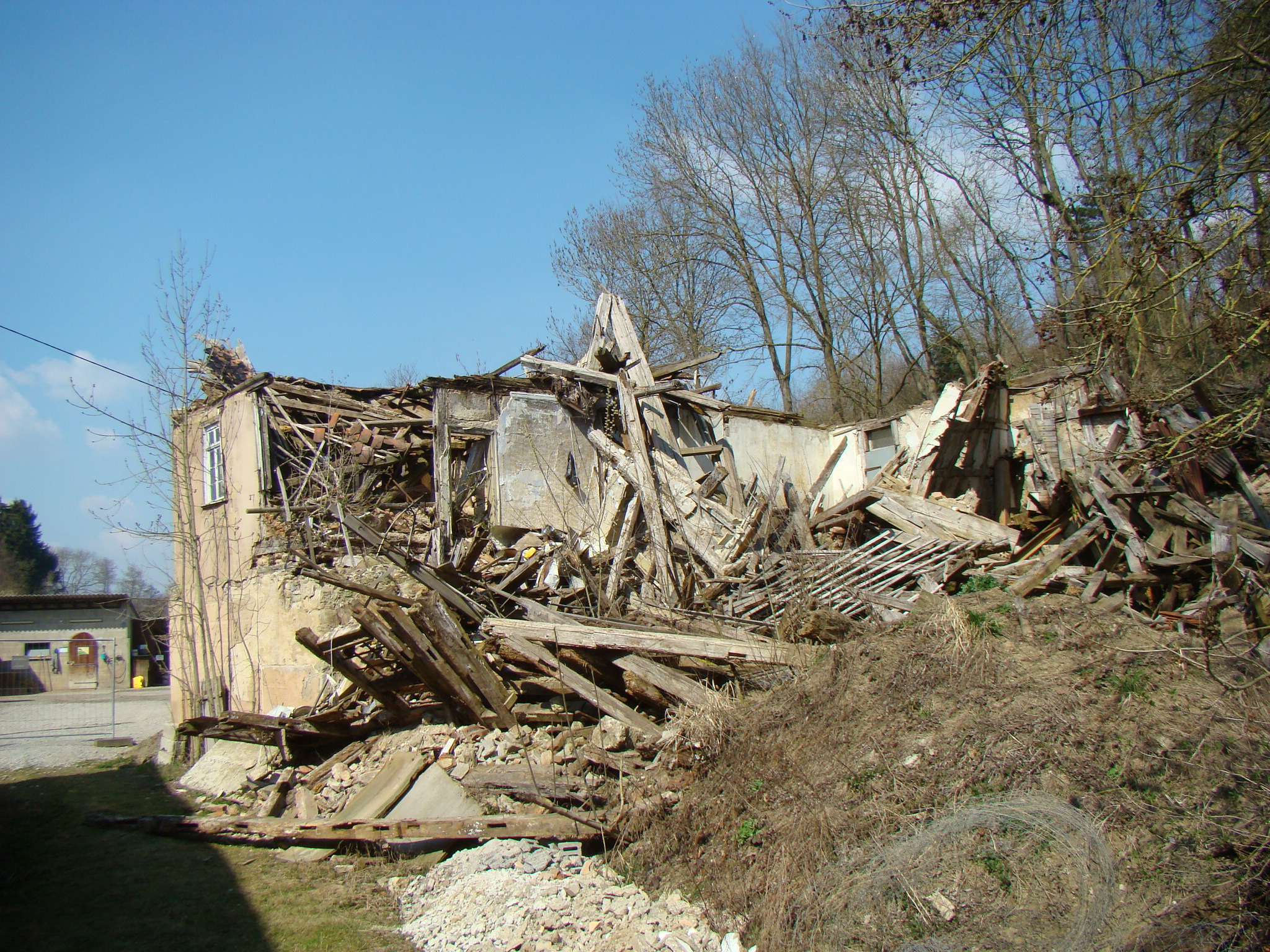
Ansicht März 2012

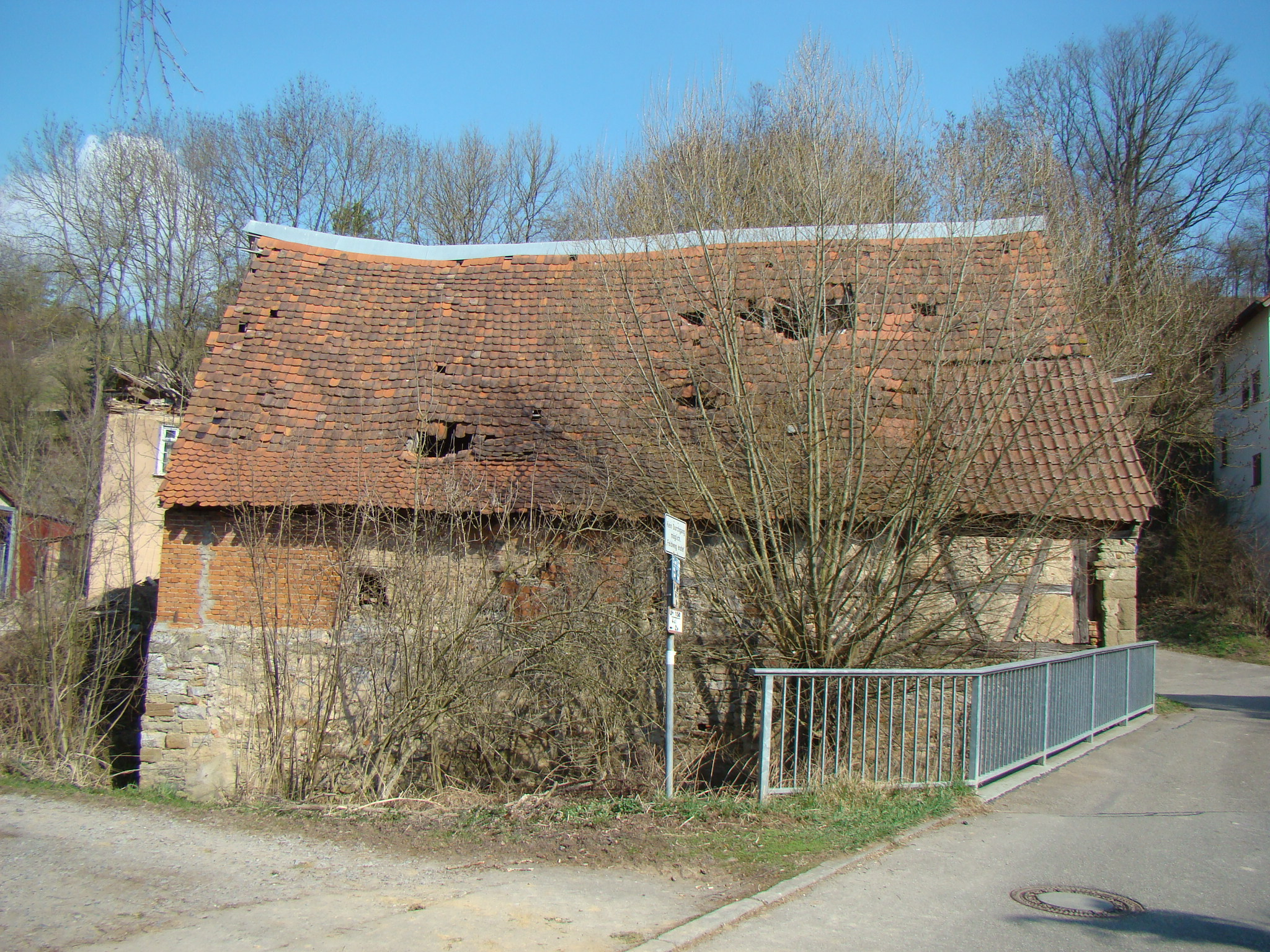
Das desolate Nebengebäude 2012

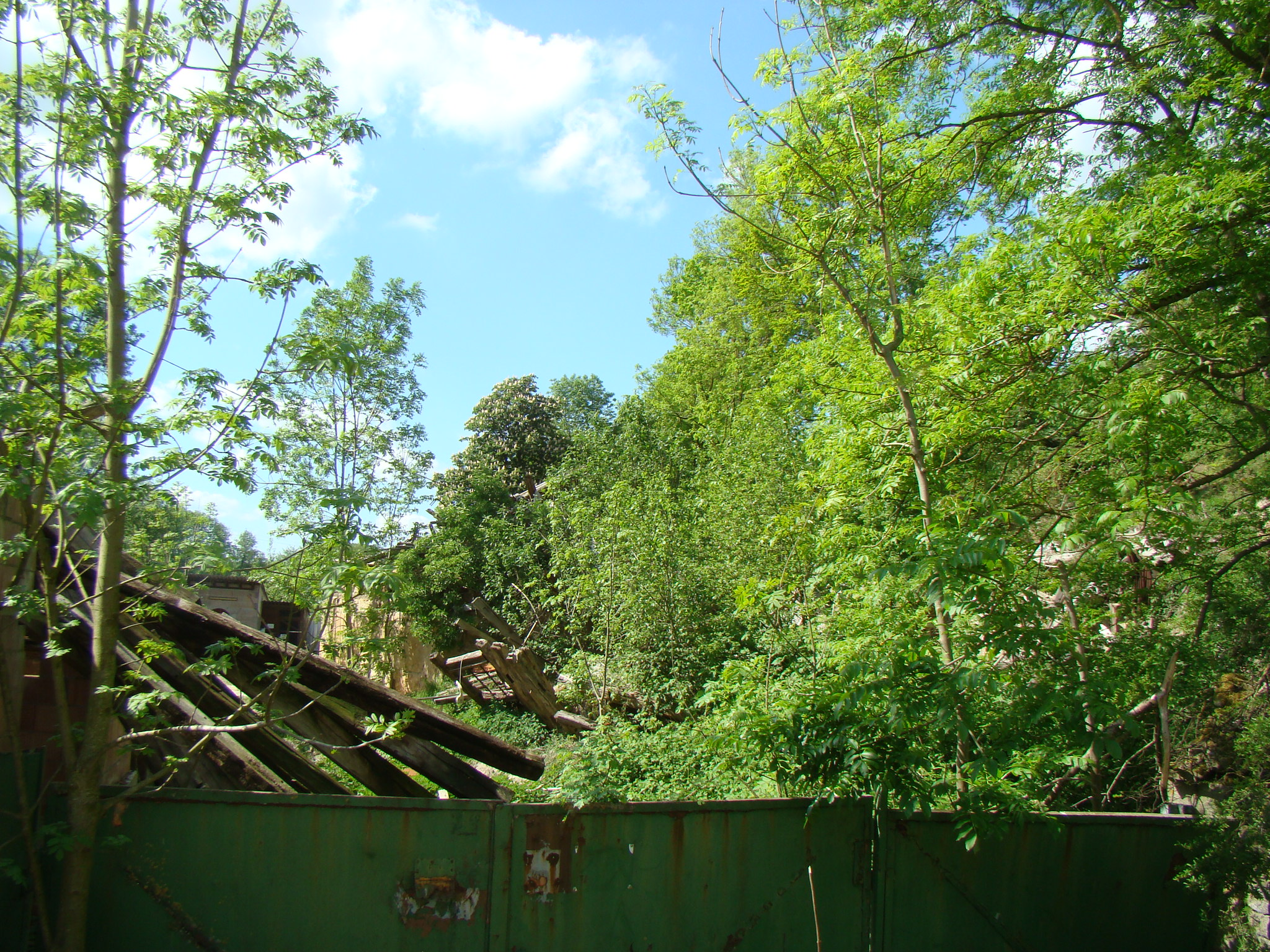
Ansicht Mai 2015, links Reste des inzwischen ebenfalls eingestürzten Nebengebäudes

Die Alte Mühle (auch Mühle Scheuermann) an der Mühlgasse 13 im Heilbronner Stadtteil Biberach war eine Mühle aus der zweiten Hälfte des 18. Jahrhunderts im Stil des Barock, deren Ursprünge jedoch bis in das Mittelalter zurückgehen. Das inzwischen eingestürzte Gebäude stand als Kulturdenkmal unter Denkmalschutz.

## Lage
Die Mühle liegt am nördlichen Rand Biberachs an einem links vom Böllinger Bach abzweigenden Mühlkanal, dessen Oberkanal eine Länge von 357 Metern hat.

## Geschichte
Die Lage der Mühle außerhalb des Ortskerns deutet auf eine spätmittelalterliche Anlage. Mit Heinrich Rauch, der 1516 einen Erblehensrevers erhielt, wurde erstmals ein Müller in Biberach erwähnt. Mit dem Ort übernahm 1681 der Deutsche Orden den Besitz an der Mühle. 1686 wurde sie von der Ortsherrschaft verkauft.
Von 1837 bis etwa 1870 war die Mühle im Besitz von Joseph Bühler, der 1860 die Erlaubnis zum Einbau eines dritten Wasserrades erhielt. Die Mühle hatte damals einen Gerbgang und zwei Mahlgänge. Sein Nachfolger Jakob Scheuermann hat 1870 einen dritten Mahlgang eingebaut. Scheuermann ließ die Mühle um 1900 auch zur Kunstmühle umbauen, wurde danach aber von den Biberacher Bauern boykottiert und musste wieder zur Handaufschüttung zurückkehren. Im Zuge des Umbaus kamen statt der bisherigen drei oberschlächtigen Wasserräder zwei unterschlächtige zum Einsatz. 1940 erhielt die Mühle eine Durchströmturbine.
Aufgrund der in Biberach bis in die 1930er Jahre betriebenen traditionellen Dinkelverarbeitung wurde die Mühlentechnik nur sehr zaghaft modernisiert. Noch unter dem letzten Müller Eduard Scheuermann waren in den 1960er Jahren zwei einfache und ein Doppelstahlwalzenstuhl auf einem vierteiligen Sichter im Einsatz.
Der letzte Müller hat die Mühle bis zu seinem Tod im Jahr 2004 noch bewohnt. Das Mühlengebäude musste aber schon seit längerem abgestützt werden, da sein Einsturz drohte. Im Jahr 2007 ist das Dach des Gebäudes teilweise zusammengebrochen, in der Folgezeit ist die Mühle vollends in sich zusammengestürzt. Ein benachbartes historisches Wirtschaftsgebäude hielt dem Zahn der Zeit noch etwas länger Stand, war im Frühjahr 2015 aber ebenfalls in sich zusammengebrochen.

## Beschreibung
Das Gebäude ging im Kern auf ein älteres Bauwerk zurück. Am Türsturz in der ehemaligen Radstube war die Jahreszahl 1617 sichtbar. Es wurde im 18. Jahrhundert zu einem zweigeschossigen Fachwerkbau erweitert, der später verputzt wurde. Zum Bauschmuck des Gebäudes zählt die Tür mit geschnitzten Voluten und schmiedeeisernen Beschlägen. Die historische Innenausstattung wie ein doppelter Walzenstuhl und zwei Porzellanwalzen galten als technikgeschichtlich bedeutsam. An der südlichen Ecke des Gebäudes befand sich in einem verzierten Schrein einst eine historische Hausmadonna.